# 骨盤位
骨盤位（こつばんい）とは、子宮内の胎児が下半身を子宮口の側に向けた胎位をいう。俗に「逆子（さかご）」と呼ばれる。

## 概要
出産の時期が近づくと、胎児は通常頭を子宮口の側に向けた「頭位」の姿勢をとる。そして、一番大きい頭から先に産道を通って分娩される。ところが、骨盤位ではこれとは逆に尻や足が子宮口の側を向いており、体の一部が胎外に出たまま頭が引っ掛かって分娩が滞る可能性がある。胎児はへその緒から酸素や栄養を供給されており、頭が母体内にあり未だ呼吸できない状態で産道のへその緒が圧迫されたまま時間が長引くと、死産や新生児仮死・低酸素症による脳性麻痺などの障害の危険を生じる。そのため、骨盤位では帝王切開が必要となるケースが多くなる。
妊娠月数が浅くまだ胎児が小さいうちは子宮内でさまざまな姿勢をとっており、分娩時期が近づくにつれて頭位に落ち着いてくる場合も多い。妊娠中期から7ヶ月までは約30%、8ヶ月で約15%、9ヶ月で6～7%程度に骨盤位が見られ、最終的に骨盤位のまま出産を迎えるのは3～5%ほどである。

## 原因
以下のような諸条件があると、骨盤位の発生するリスクが上がる。しかし、これといってはっきりした原因がなく、不明の場合も多い。

### 母体側の要因
子宮内の容積が狭いなど胎児が動き回る十分なスペースが不足している、あるいは逆にスペースが広すぎて胎児の位置が一定に定まらない場合に多い。
- 小柄な女性などで、狭骨盤
- 子宮口付近に胎盤が位置する前置胎盤
- 子宮筋腫などの出来物で子宮の容積が狭まっている
- ハート型にくぼみのある双角子宮など、子宮の奇形
- 羊水過多、過少

### 胎児側の要因
体が大きすぎるなど子宮内で十分に回転できない、あるいは逆に小さすぎて動き回れすぎ位置が一定しない場合に多い。
- 水頭症など、胎児の頭が過大
- 多胎
- 未熟児
- へその緒が短すぎる、あるいは長すぎて臍帯巻絡を起こしている

## 種類
骨盤位の70～80%が臀位、20～30%が膝位で、足位は1%程度である。
臀位は、頭の次に大きい尻が子宮口側に向いており、十分に子宮口が広がりながら胎児が娩出されることも期待できるため、経膣分娩も比較的やりやすい。しかし、細い膝や足が下に来ている場合は、帝王切開が適用される。逆子では、足先が子宮口を刺激するなどして前期破水による早産を起こしやすいので、要注意である。

### 単臀位
体をＶ字型に曲げ、両脚を上げて尻が下になっている状態。この状態であれば、経膣分娩でも安全性が高い。

### 複臀位
尻が下になっているが、体育座りやあぐらをかいた状態のように脚もほぼ同じ高さにあり、尻と脚が同時に出てくる状態。尻が足よりも確実に下になっていれば経膣分娩も可能だが、単臀位よりはリスクが上がる。
- 全複臀位 … 両脚が膝を曲げて折り畳まれた状態。
- 不全複臀位 … 片脚は曲げ、片脚は伸びて上がった状態。

### 膝位
膝立ちした状態で脚を曲げ、膝が子宮口側を向いて接している状態。
- 全膝位 … 両膝を曲げた状態。
- 不全膝位 … 片膝は曲げ、片脚は伸びて上がった状態。

### 足位
脚を伸ばして立ったように、足先が子宮口側を向いている状態。
- 全足位 … 両脚を下へ伸ばした状態。
- 不全足位 … 片脚は下へ伸ばし、片脚は上にあげた状態。

## 対処

### 経膣分娩
胎児の姿勢によって産道からの通常分娩が可能であれば、そのまま出産が行われる。胎児が引っ掛かってなかなか生まれない場合、途中で緊急に帝王切開へ切り替えるケースもある。事前に骨盤位から頭位へ改善するよう、産科医から処置または指示が行われることもある。

#### 逆子体操
効果のほどは必ずしも明確ではないが、妊娠後期に骨盤位が判明した場合、胎児の回転を促すための体操を指導されるケースも多い。ただし、あまり無理な力をかけないよう注意し、腹の張りが強まったりした時はすぐに中止することが重要である。
- 膝胸位

いわゆる逆子体操といえば、これを指すことが多い。膝をつけて四つん這いになり、胸を下げ尻を突き上げて、猫の背伸びのような姿勢をとる。
- ブリッジ

布団やクッションを腰の下に重ね、仰向けに寝て体を伸ばす。
- 逆立ち、半逆立ち

補助倒立や、首を床につけて脚を壁にもたれかけるなど。布団を敷いたり家族に手伝ってもらったりして、無理のない範囲で。
- ウォーキング

歩行の刺激により骨盤の凹みから胎児の体を浮かし、回転を促す。
- 側臥位

横向きで寝る。

#### 外回転術
妊娠末期に骨盤位が治らない場合、医師による外回転術が施されるケースもある。医師が腹の上から押さえて胎児の体を骨盤の凹みから外し、外回転（反背中回りに回転）させていく処置である。ただし、場合によっては胎盤早期剥離や破水、胎児への何らかの負担、臍帯の圧迫や巻絡を引き起こしてしまうリスクもあり、緊急の帝王切開が必要になる場合もある。安全な外回転術の実施には、超音波モニターで胎児の様子を観察しながら慎重に行う必要がある。成功率は6～7割程度とされる。
外回転術を行うには、時期の選択も重要である。出産直前で胎児が大きくなりすぎた後だと、十分な回転スペースが確保できず動かせなかったり、胎児に無理な力が加わる可能性もある。一方、まだ出産時期までかなりの余裕がある時期では、放っておいても自然に頭位になる可能性もあり、回転スペースに十分な余裕があるということは施術後に再び回転して骨盤位に戻ってしまうケースもある。

### 帝王切開
骨盤位で経膣分娩に伴うリスクが大きければ、帝王切開が選択されるケースも多い。初産婦で帝王切開の理由を占める最大の原因は骨盤位である。かつて医療水準が低く帝王切開が普及していなかった時代には、逆子の死産率は正常な頭位に比べて数倍高かったが、帝王切開の実施によりかなり低下した。
医師の方針や国によっては、骨盤位では経膣分娩が選択肢とならず、全例で必ず帝王切開が適用されるケースもある。日本では従来、妊婦側からの自然分娩の希望も根強く、また、帝王切開に伴う手術リスクや次からの出産も帝王切開しなければならない確率が高まる等のデメリットから、可能であればまず経膣分娩の可否を検討する場合も多かった。しかし近年、帝王切開の技術向上や高齢出産などによる他のハイリスク要因併存の増加、少子化によるリスク回避傾向の強まり等から、骨盤位に対する帝王切開の実施率も上昇している。

### 鍼灸治療
古来より足の小指へのきゅうで治るとされ、鍼灸の世界では常識とされてきた。足の小指の爪の外側にあるツボ「至陰」がよく知られる。2016年4月にはタレントの釈由美子が、「三陰交」や「足三里」へのきゅうにより逆子をすぐに治した。三陰交は特に婦人科系でよく使われるツボで、足三里は胃腸や養生のツボとして知られる。